# Sandwich (film 2006)
Sandwich è un film del 2006 diretto da Anees Bazmee.